# Marine Vacth

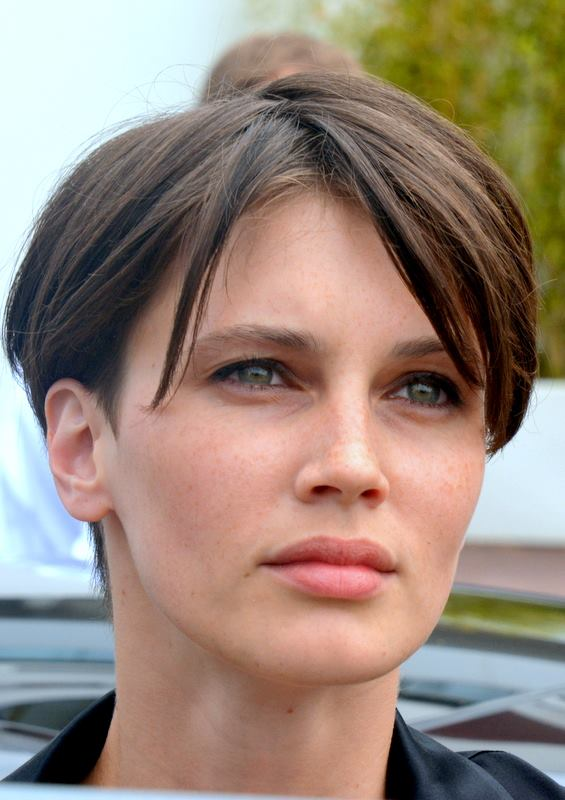
Marine Vacth (2017)

Marine Vacth [maˈʁin vag͡d] (* 9. April 1991 in Paris) ist eine französische Schauspielerin und ein Model.

## Leben
Vacth wurde im Alter von 15 Jahren von einer Agentin entdeckt und war anschließend für einige Jahre als Model aktiv. Sie arbeitete für Chanel, Chloé und Miu Miu und löste Kate Moss als Gesicht des Yves-Saint-Laurent-Parfums Parisienne ab. 2011 debütierte sie als Schauspielerin in Cédric Klapischs Film Mein Stück vom Kuchen. 2013 spielte sie die Hauptrolle der Isabelle in François Ozons Coming-of-Age-Drama Jung & Schön, der im Wettbewerb von Cannes 2013 lief. Im Jahr 2017 besetzte Ozon Vacth erneut in seinem Erotikthriller Der andere Liebhaber neben Jérémie Renier.
Am 15. März 2014 brachte Vacth einen Sohn zur Welt. Vater ist der französische Modefotograf Paul Schmidt.

## Filmografie
- 2011: Mein Stück vom Kuchen (Ma part du gâteau)
- 2012: Ce que le jour doit à la nuit
- 2012: L’homme à la cervelle d’or
- 2013: Jung & Schön (Jeune et jolie)
- 2015: Belles familles
- 2016: Die Beichte (La confession)
- 2017: Der andere Liebhaber (L’amant double)
- 2017: Si tu voyais son cœur
- 2019: Pinocchio
- 2020: Moloch (Fernsehserie, 6 Folgen)
- 2020: DNA (ADN)
- 2022: Mascarade
- 2022: Die Mörder meines Sohnes (Entre la vie et la mort)
- 2022: Le soleil de trop près